# بيتر أريكسون (لاعب فروسية استعراضية)
بيتر أريكسون (بالسويدية: Peter Eriksson)‏ هو لاعب فروسية استعراضية ‏ سويدي، ولد في 6 أكتوبر 1959 في السويد.

## وصلات خارجية
- بيتر أريكسون على موقع أوليمبيديا (الإنجليزية)
- بيتر أريكسون على موقع اللجنة الأولمبية السويدية (السويدية)